# Dorotea
Dorotea  è un nome proprio di persona italiano femminile.

## Varianti
- Ipocoristici: Tea, Dora
- Maschili: Doroteo
  - Ipocoristici: Teo

### Varianti in altre lingue
- Ceco: Dorota[1]
- Croato: Dorotea[1], Doroteja[1]
- Danese: Dorothea[1], Dorete[1], Dorte[1], Dorthe[1]
  - Ipocoristici: Dorit[1], Ditte[1]
- Finlandese: Dorotea[1]
- Francese: Dorothée[1]
- Greco antico: Δωροθεα (Dorothea)[1]
  - Maschili: Δωροθεος (Dorotheos)[2]
- Inglese: Dorothy[1], Dorothea[1], Dorthy[1], Dortha[1]
  - Ipocoristici: Dodie[1], Dolly[1], Dot[1], Dottie[1], Dotty[1]
- Islandese: Dórótea
- Latino: Dorothea
  - Maschili: Dorotheus[2]
- Lituano: Dorotėja[1]
- Norvegese: Dorothea[1]
- Olandese: Dorothea[1]
- Polacco: Dorota[1]
- Portoghese: Doroteia[1]
- Portoghese brasiliano: Dorotéia[1]
- Russo: Доротея (Doroteja)
  - Maschili: Дорофей (Dorofej)[2]
- Serbo: Доротеја (Doroteja)[1]
- Slovacco: Dorota[1]
- Sloveno: Doroteja[1]
- Spagnolo: Dorotea[1]
- Svedese: Dorotea[1]
- Tedesco: Dorothea[1]
  - Ipocoristici: Dörthe[1]
- Ungherese: Dorottya[1]

## Origine e diffusione
Dal tardo nome greco Δωροθεα (Dorothea), femminile di Δωροθεος (Dorotheos): è formato da δωρον (doron, "dono") e θεος (theos, "dio"), e significa quindi "dono di Dio". Entrambi gli elementi che lo compongono sono comuni nell'onomastica di origine greca: δωρον si ritrova anche in Doris, Isidoro e Polidoro, θεος in Timotea, Teofano, Tecla e Filotea, mentre entrambi, nell'ordine inverso, compongono il nome Teodora.
Originariamente veniva usato per i figli attesi lungamente.

## Onomastico
Dorotea si festeggia solitamente il 6 febbraio, in memoria di santa Dorotea vergine e martire a Cesarea in Cappadocia insieme a san Teofilo, patrona dei fiorai. Si ricordano con questo nome anche, alle date seguenti:
- 6 febbraio, santa Dorotea di Alessandria, vergine[3]
- 12 marzo, san Doroteo, martire con Pietro e Gorgonio a Nicomedia[3]
- 28 marzo, san Doroteo, servo di Diocleziano, martire con Castròre e Tarso nel IV secolo
- 23 maggio, san Doroteo, monaco e fondatore russo[3]
- 5 giugno, san Doroteo di Gaza, asceta[3]
- 5 giugno, san Doroteo di Tiro, vescovo e martire sotto Diocleziano[3]
- 25 giugno, santa Dorotea di Montau, vedova, patrona della Prussia[1][3]
- 30 luglio, beata Dorotea Chávez Orozco, fondatrice[3]

## Persone

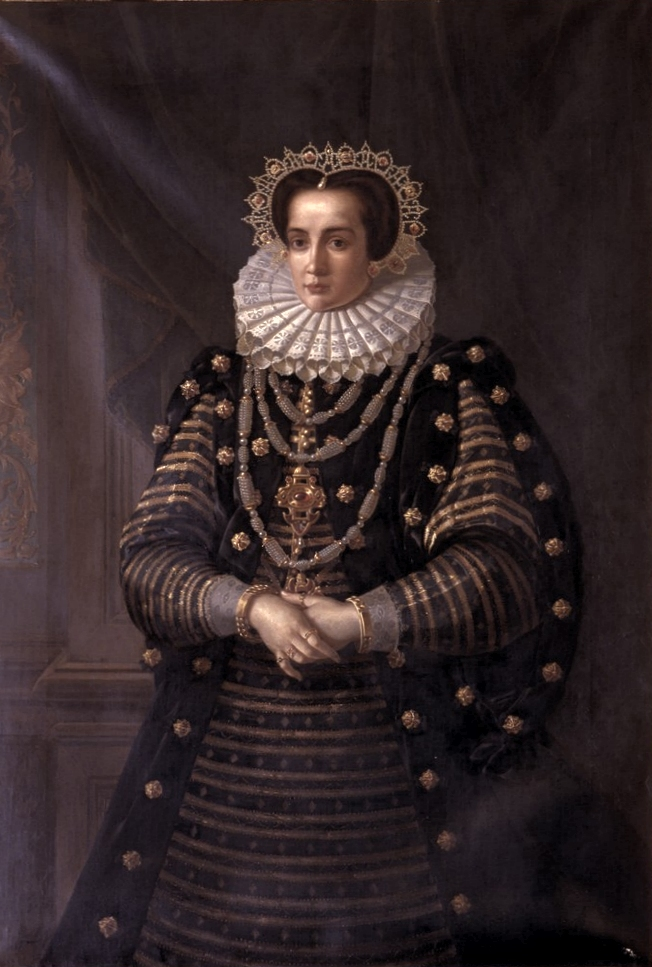
Dorotea Maria di Anhalt

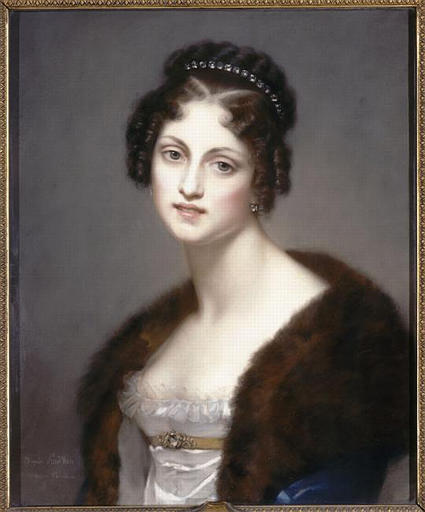
Dorotea di Curlandia

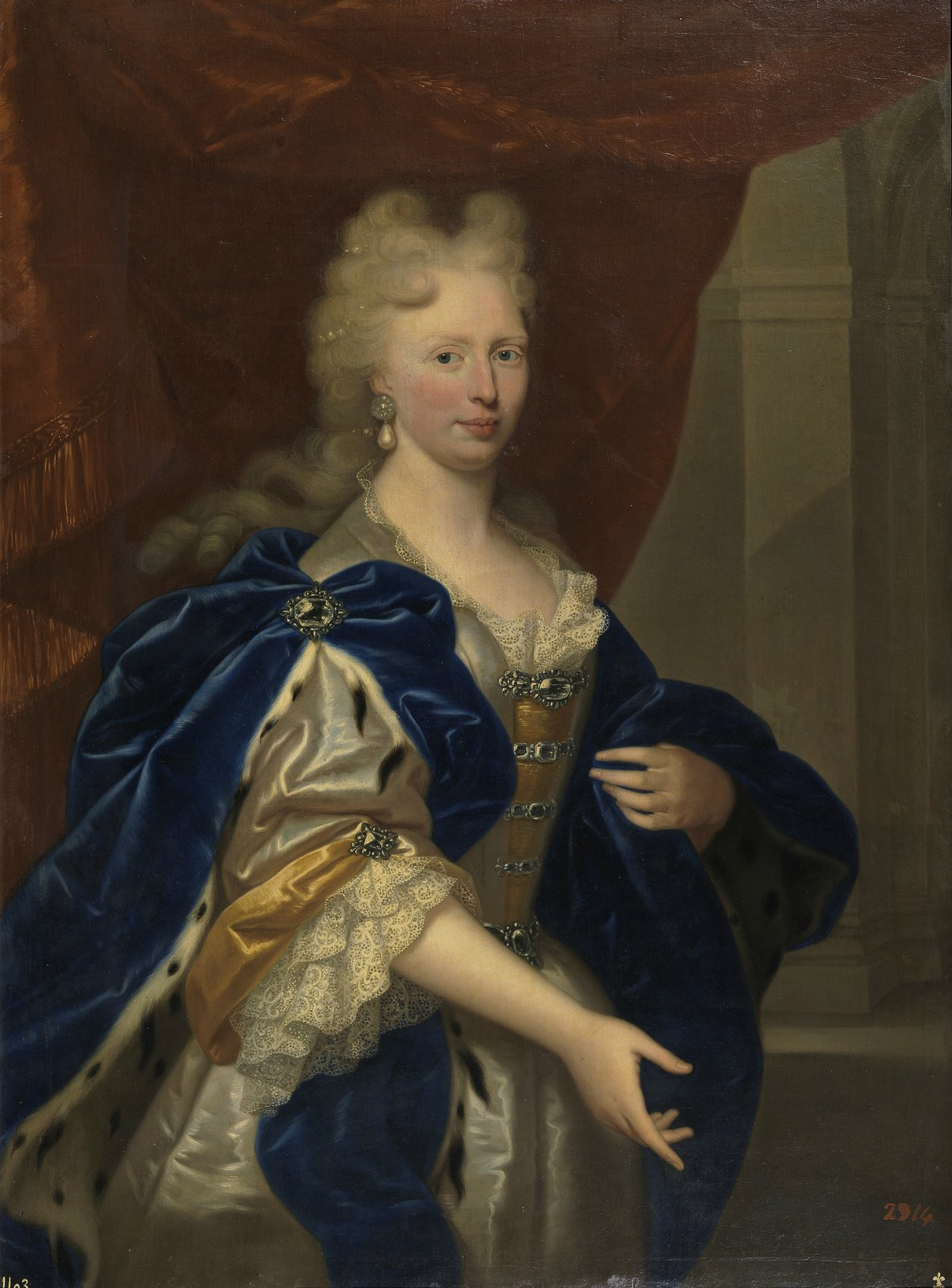
Dorotea Sofia di Neuburg

- Dorotea Sofia d'Assia-Darmstadt, nobile dell'Assia-Darmstadt e contessa di Hohenlohe-Öhringen
- Dorotea Maria di Anhalt (1574 - 1617), principessa tedesca e, per matrimonio, duchessa di Sassonia-Weimar
- Dorotea di Anhalt-Zerbst, nobile dell'Anhalt-Zerbst e duchessa di Brunswick-Wolfenbüttel
- Dorotea di Brandeburgo, principessa del Brandeburgo e duchessa consorte di Meclemburgo-Schwerin
- Dorotea Carlotta di Brandeburgo-Ansbach, figlia di Alberto II di Brandeburgo-Ansbach
- Dorotea Federica di Brandeburgo-Ansbach, figlia di Giovanni Federico di Brandeburgo-Ansbach
- Dorotea di Brunswick-Lüneburg, principessa del Brunswick-Lüneburg e contessa palatina
- Dorotea di Curlandia, nobildonna baltica-tedesca
- Dorotea di Brandeburgo-Kulmbach (1430 – 1495), regina di Danimarca e Norvegia
- Dorotea di Hohenzollern, principessa del Brandeburgo e duchessa consorte di Sassonia-Lauenburg
- Dorotea Augusta di Holstein-Gottorp, nobile del Ducato di Holstein-Gottorp e duchessa di Holstein-Plön
- Dorotea Sofia di Neuburg (1670 – 1748), principessa prima e duchessa di Parma poi. Fu moglie di Odoardo II Farnese prima e di Francesco Farnese poi.
- Dorotea Sofia di Sassonia-Altenburg, religiosa tedesca
- Dorotea Maria di Sassonia-Gotha-Altenburg, principessa sassone
- Dorotea di Sassonia-Lauenburg (1511 – 1571), consorte di Cristiano III di Danimarca dal 1525 e regina di Danimarca e Norvegia
- Dorotea Maria di Sassonia-Weimar (1641 – 1675), figlia di Guglielmo di Sassonia-Weimar e duchessa di Sassonia-Zeitz
- Dorotea Guglielmina di Sassonia-Zeitz, duchessa di Sassonia-Zeitz e langravia di Assia-Kassel
- Dorotea Elisabetta di Schleswig-Holstein, contessa danese
- Dorotea di Schleswig-Holstein-Sonderburg-Beck, principessa tedesca
- Dorotea Susanna di Wittelsbach-Simmern (1544 – 1592), figlia di Federico III del Palatinato e duchessa consorte di Sassonia-Weimar
- Dorotea Maria di Württemberg (1559 – 1639), figlia di Cristoforo duca di Württemberg e moglie di Ottone Enrico del Palatinato-Sulzbach
- Dorotea Chávez Orozco, religiosa messicana
- Dorotea Gonzaga, nobile mantovana
- Dorotea Mercuri, attrice, modella e cantante italiana

### Variante Dorothea

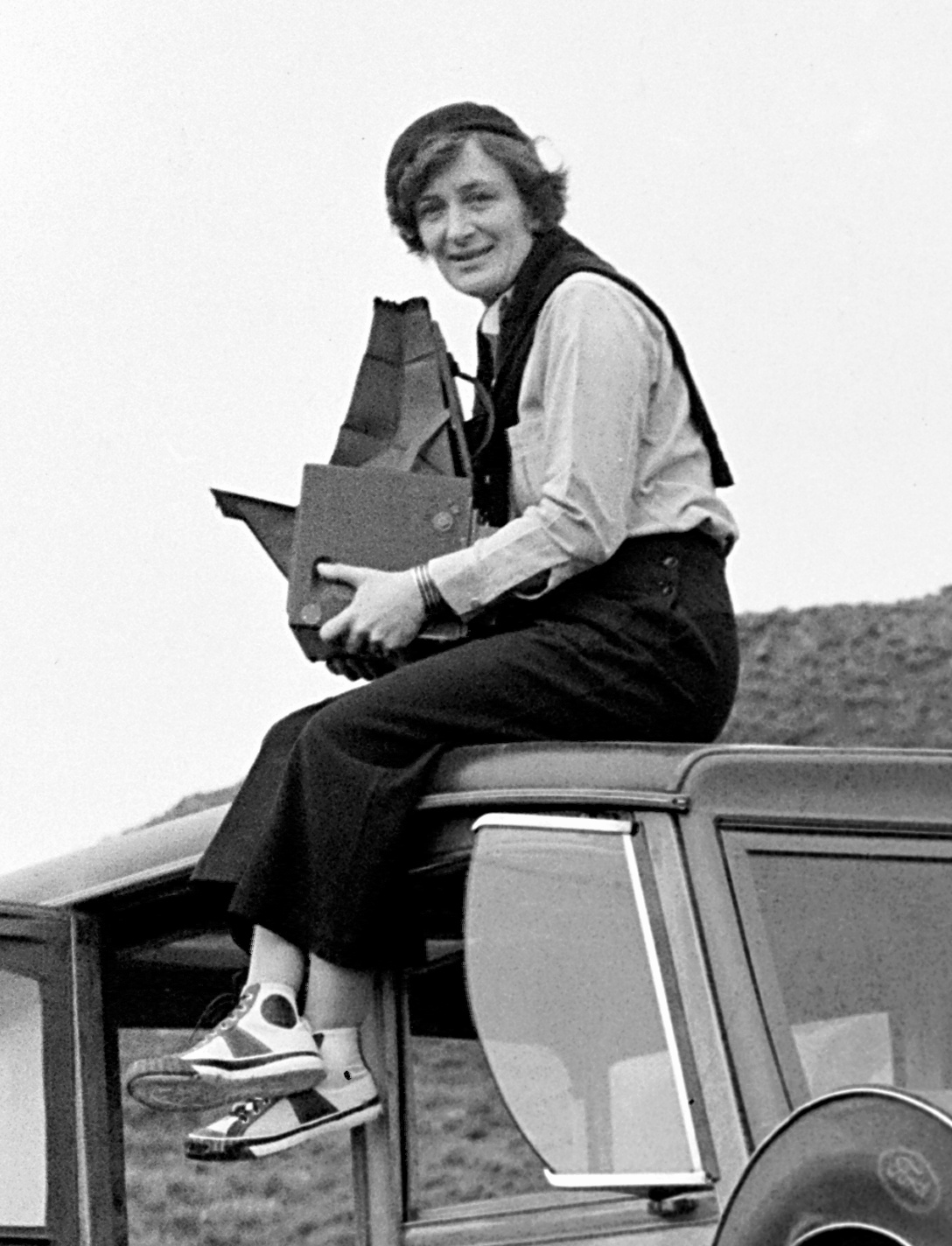
Dorothea Lange

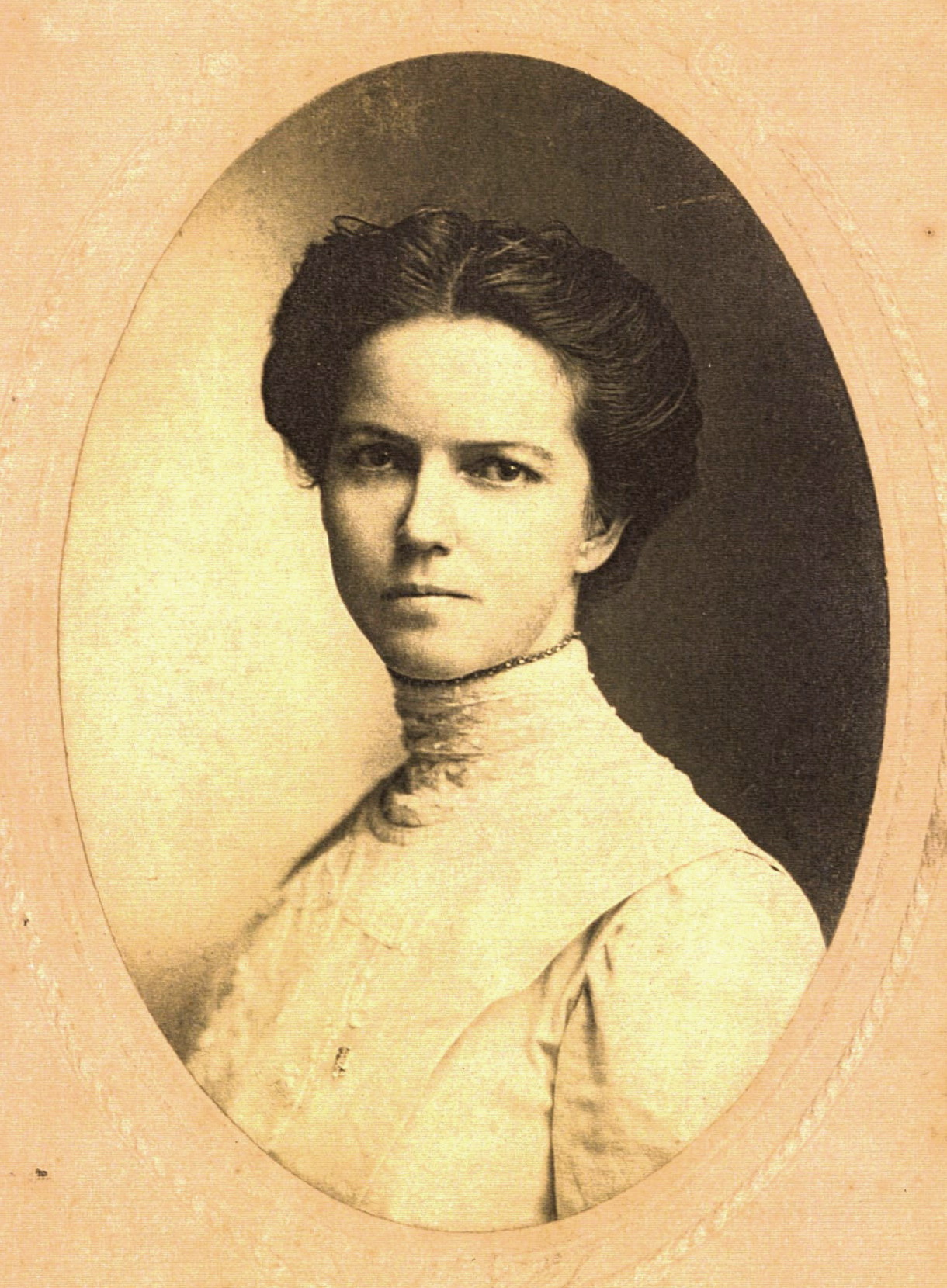
Dorothy Dix

- Dorothea di Danimarca (1520 – 1580), conosciuta anche come Dorothea di Oldenburg, principessa danese, contessa del Palatinato
- Dorothea di Oldenburg (1504 – 1547), principessa danese e duchessa di Prussia
- Dorothea Dix, attivista statunitense
- Dorothea Douglass Chambers, tennista britannica
- Dorothea Gérard, scrittrice scozzese
- Dorothea Maria Graff, pittrice, disegnatrice e illustratrice tedesca
- Dorothea Jordan, cortigiana anglo-irlandese
- Dorothea Lange, fotografa documentaria statunitense
- Dorothea Mackellar, poetessa e scrittrice australiana
- Dorothea Orem, infermiera statunitense
- Dorothea Richter, cestista tedesca
- Dorothea Steiner, politica, insegnante e sindacalista tedesca
- Dorothea Storm-Kreps, pittrice e illustratrice olandese
- Dorothea Tanning, pittrice, poetessa e scrittrice statunitense
- Dorothea Wierer, biatleta italiana

### Variante Dorothy

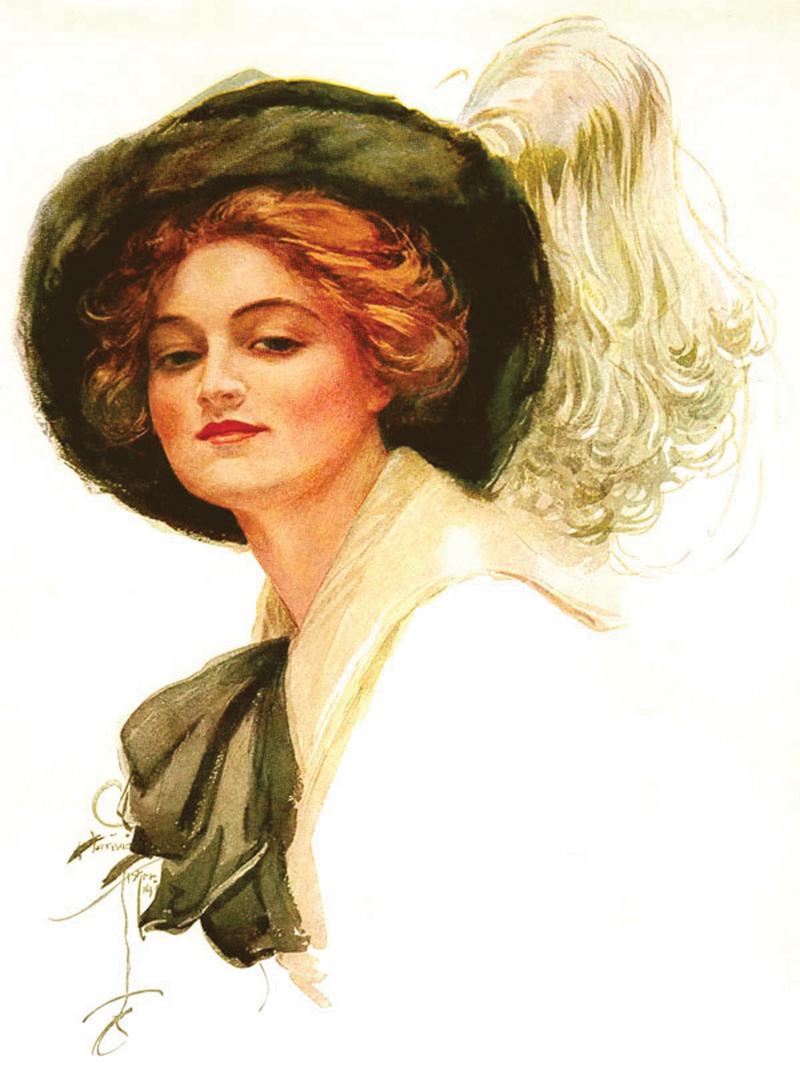
Dorothy Gibson

- Dorothy Arzner, regista, montatrice e sceneggiatrice statunitense
- Dorothy Bernard, attrice statunitense
- Dorothy Crowfoot Hodgkin, biochimica britannica
- Dorothy Cumming, attrice australiana
- Dorothy Dalton, attrice statunitense
- Dorothy Dandridge, attrice e cantante statunitense
- Dorothy Davenport, attrice, sceneggiatrice, regista e produttrice cinematografica statunitense
- Dorothy Dix, giornalista ed editorialista statunitense
- Dorothy Day, giornalista e attivista statunitense
- Dorothy Gibson, attrice, modella e cantante statunitense
- Dorothy Gish, attrice, sceneggiatrice e regista statunitense,
- Dorothy Hamill, pattinatrice artistica su ghiaccio statunitense
- Dorothy Lamour, attrice statunitense
- Dorothy Mackaill, attrice e ballerina inglese naturalizzata statunitense
- Dorothy Malone, attrice statunitense
- Dorothy Parker, scrittrice, poetessa e giornalista statunitense
- Dorothy Phillips, attrice statunitense
- Dorothy Wordsworth, scrittrice e poetessa britannica

### Variante Dorota
- Dorota Bukowska, cestista polacca
- Dorota Gawron, modella polacca
- Dorota Idzi, pentatleta polacca

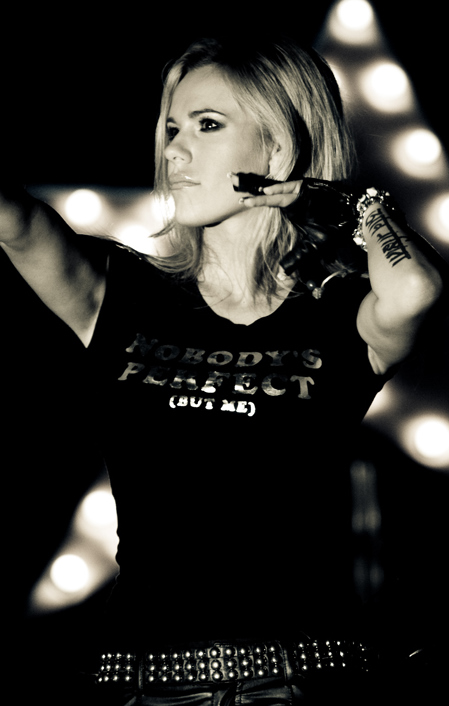
Dorota Rabczewska

- Dorota Rabczewska, cantante polacca
- Dorota Słomińska, schermitrice polacca
- Dorota Świeniewicz, pallavolista polacca
- Dorota Tlałka, sciatrice alpina polacca naturalizzata francese
- Dorota Zagórska, pattinatrice artistica su ghiaccio e allenatrice di pattinaggio su ghiaccio polacca

### Altre varianti femminili
- Dot Farley, attrice e sceneggiatrice statunitense
- Dorthe Holm, giocatrice di curling danese
- Dodie, cantante e youtuber britannica
- Dodie Smith, scrittrice britannica
- Dorothee Pesch, cantante tedesca

### Variante maschile Doroteo
- Doroteo Arango Arámbula, vero nome di Pancho Villa, rivoluzionario e guerrigliero messicano
- Doroteo di Gaza, monaco e santo

## Il nome nelle arti
- Dorotea è una delle città invisibili di Italo Calvino.
- Dorotea è un personaggio del romanzo di Miguel de Cervantes Don Chisciotte della Mancia.
- Dorotea è un personaggio della commedia di Eduardo De Filippo Pericolosamente
- Dorothea Ernst è un personaggio della serie manga e anime Code Geass: Lelouch of the Rebellion.
- dorothea è una canzone dell'album musicale  evermore  di  Taylor Swift
- Dorothy Gale è la protagonista del celebre romanzo di Frank Baum Il meraviglioso mago di Oz, e di tutte le opere da esso tratte.
- Dorothy Vernon è un personaggio del film del 1924 Dorothy Vernon of Haddon Hall, diretto da Marshall Neilan.
- Dorothea Arnault è un personaggio del videogioco Fire Emblem Three Houses